# Râul Albul
Râul Albul este un afluent al râului Bătătura Cailor. 

## Hărți
- Harta județului Harghita
- Harta Munții Harghita  Arhivat în 20 iulie 2008, la Wayback Machine.